# Bitevní loď

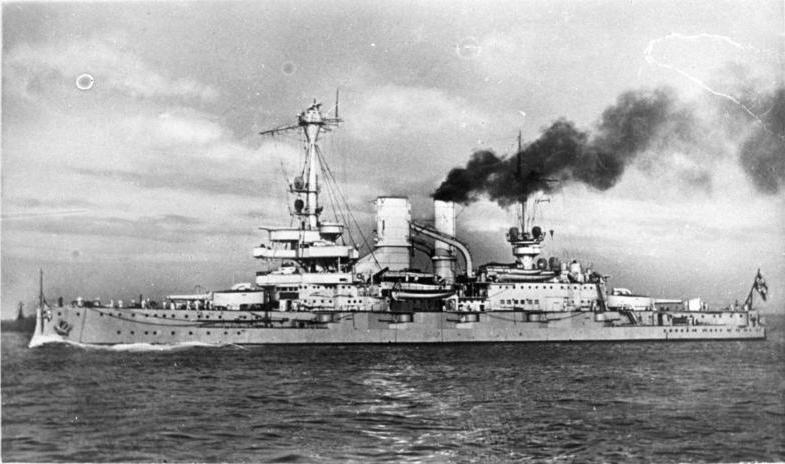
Predreadnought SMS Schleswig-Holstein třídy Deutschland

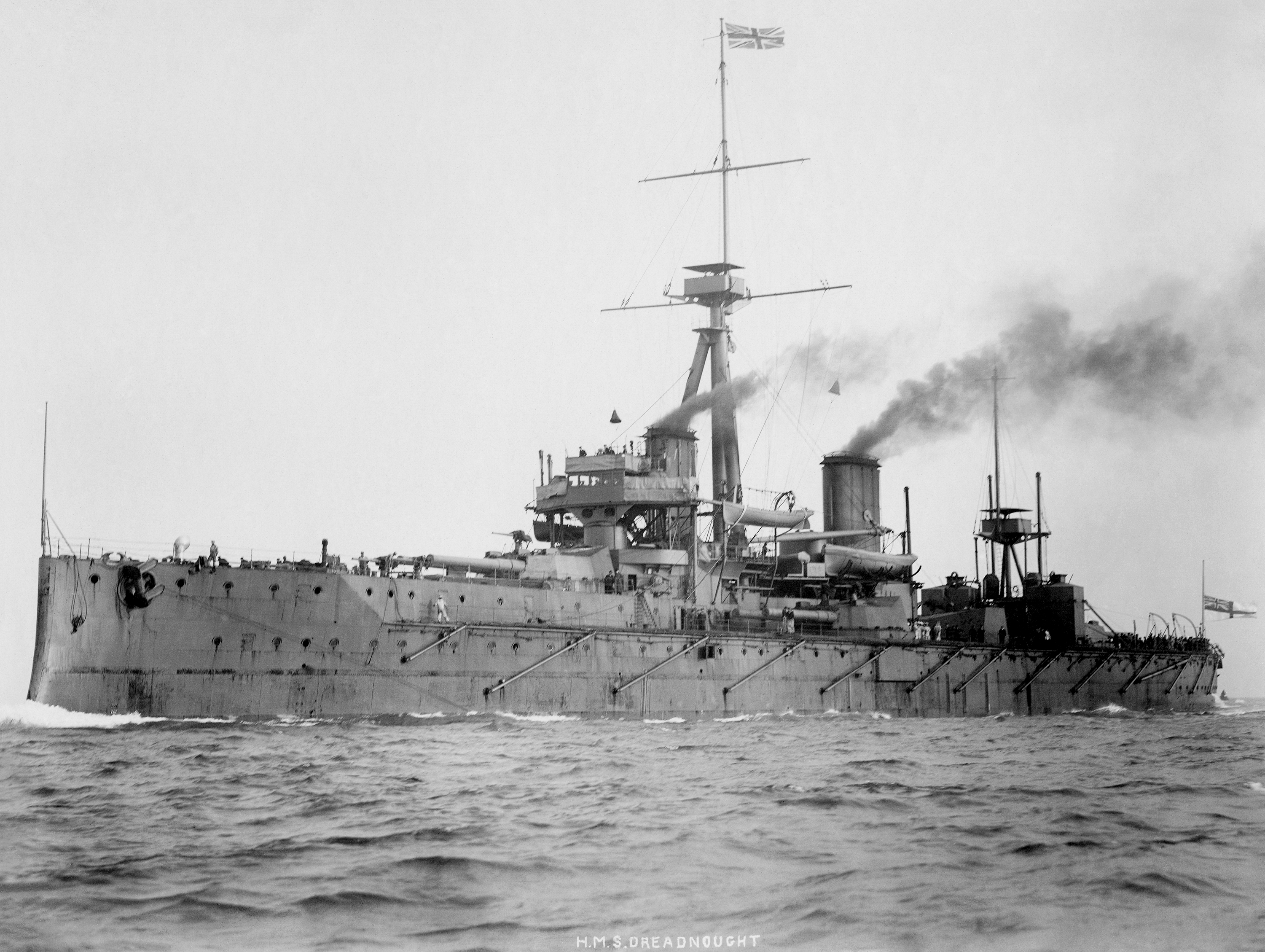
HMS Dreadnought

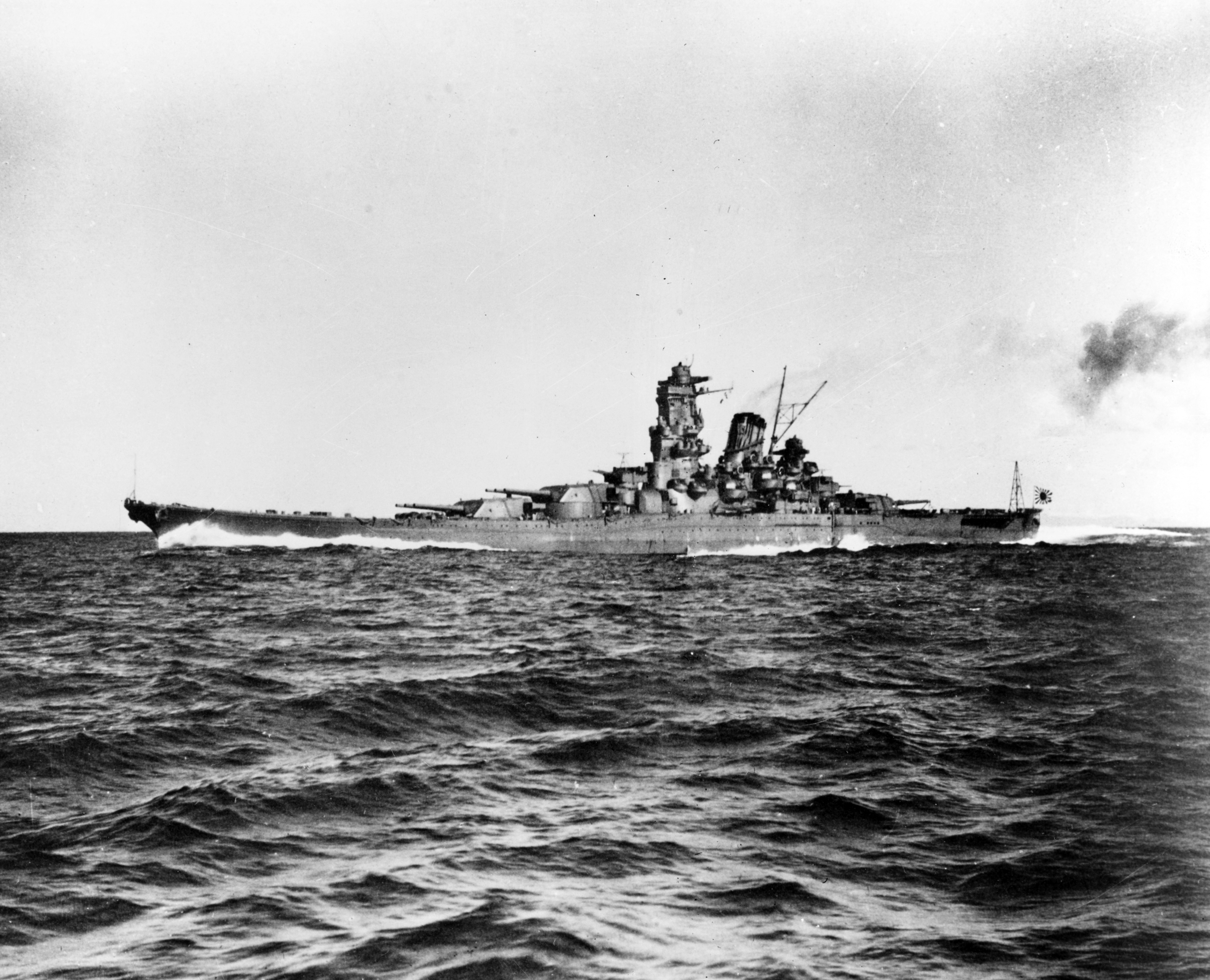
Japonská bitevní loď Jamato (1941) byla (co do výtlaku) spolu se sesterskou lodí Musaši největší bitevní lodí v historii

Bitevní loď je označení pro nejsilnější (co se týče pancíře a hlavně výzbroje) válečné lodě své doby. Toto označení se používá pro lodě v období 19. – 20. století. Vrchol vývoje těchto lodí nastal v období první a druhé světové války. Během druhé světové války byl však jejich význam potlačen rozvojem letectva.
Bitevní lodě byly vyvíjeny především k likvidaci nepřátelských plavidel, byly ale také užívány k ostřelování pobřeží. Bitevní lodě byly symbolem námořní dominance i národní moci a po celá desetiletí byla bitevní loď hlavním faktorem diplomacie i vojenské strategie.
Jako bitevní loď byla původně označována řadová loď – desítkami děl vyzbrojená plachetnice, používající taktiku útoku v řadě. Od druhé poloviny 19. století se začaly řadové lodě opatřovat pancířem a parními stroji. Stará bronzová zepředu nabíjená děla s hladkou hlavní nemohla prorazit pancéřové desky, a tak bylo nutno vyvinout silnější kanóny. Takovýchto těžších děl mohla nést loď mnohem menší množství, vznikla tedy otázka jak nejlépe umístit tuto omezenou výzbroj. 60.-90. léta 19. století lze označit jako léta hledání nejvýhodnějšího typu bitevní lodi. Vznikaly v rychlém sledu lodě kasematové, s děly umístěnými v bočních kasematech, jež jim umožňovaly větší palebné pole, barbetové lodě, na nichž byla děla umístěna na palubě v ose lodi nad pancéřovou barbetou, věžové lodi až nakonec vznikla univerzální bitevní loď přelomu 19. a 20. století.
Tyto lodě se dnes označují jako predreadnoughty. Měly výtlak přibližně 15 000 t, nesly čtyři těžká děla ve dvou dvojitých věžích, ráže těchto děl byla obvykle 305 mm (12″). Dále nesly 8 až 12 středních děl, nejčastěji ráže 152 mm a pak množství lehčích děl a kulometů k odrážení torpédových útoků. Byly silně pancéřované, boční pancíř dosahoval síly až 280 mm, rychlost se obvykle pohybovala kolem 18 uzlů.
Predreadnoughty se účastnily dvou významných konfliktů, španělsko-americké války a rusko-japonské války. Právě zkušenosti z rusko-japonské války podnítily další vývoj bitevních lodí. Ukázal se význam těžkého dělostřelectva a rychlosti v námořní bitvě.
První lodí nového druhu byl britský HMS Dreadnought spuštěný roku 1906, podle nějž se nazývají všechny obdobné bitevní lodě dreadnoughty. Hlavní novinkou bylo umístění pěti dvouhlavňových dělových věží na této lodi. Boční salvu mohlo pálit sice jen osm těžkých děl, ale přesto to znamenalo dvojnásobnou palebnou sílu oproti všem starším plavidlům. Dále se mírně zvedla rychlost na 22 uzlů. Pancéřování setrvalo přibližně na stejné úrovni.
Stále větší a stále silnější dreadnoughty začaly stavět všechny námořní velmoci, výtlak stoupal až na 35 000 tun, ráže děl až na 381 mm. Tyto bitevní lodě byly hlavní námořní silou první světové války. Bitevní loď byla zranitelná minami, musela mít doprovod torpédoborců a lehkých křižníků proti ponorkám a torpédovkám.
Po válce bylo ještě dokončeno několik válečných projektů jako např. americká třída Colorado s děly ráže 406 mm. Poté ale Washingtonská konference z roku 1922 zastavila stavbu bitevních lodí na 15 let, tedy do roku 1936.
Druhé světové války se účastnila jednak plavidla postavená za první světové války a těsně po ní, která byla v meziválečném období modernizována a moderní bitevní lodě, stavěné těsně před a v průběhu války. Tyto kolosy dosahovaly výtlaku až 64 000 t, délky téměř 270 m a rychlosti mezi 28 a 33 uzly. Výzbroj tvořilo nejčastěji osm až deset 356mm až 460mm děl umístěných nejčastěji ve dvou- až čtyř- hlavňových věžích (třída King George V), dále kolem 12 středních děl ve věžích na bocích a množství lehkých protiletadlových děl. Ale ani silná protiletecká výzbroj skládající se z desítek děl nejrůznějších ráží nedokázala zajistit dostatečnou obranu proti leteckým útokům. Přesto byl jeden z hlavních úkolů bitevních lodí ke konci války doprovod a protiletadlová ochrana letadlových lodí.
Po druhé světové válce stavba bitevních lodí končí, jejich vůdčí úlohu převzaly letadlové lodě.
Bitevní lodě přeživší válku byly postupně vyřazovány a šrotovány v průběhu 50. a 60. let. Jedinou výjimkou jsou americké lodě třídy Iowa, které prošly rozsáhlou modernizací a účastnily se války ve Vietnamu i Perském zálivu. V obou válkách už se ale neúčastnily námořních bojů. I tyto lodi však už byly vyřazeny ze služby a dnes slouží pouze jako plovoucí muzea. Poslední byla USS Iowa, která kotvila v Suisan Bay u San Francisca v rezervě, nicméně od roku 2012 je také muzejní lodí.